# Stenonabis
Stenonabis is een geslacht van wantsen uit de familie van de Nabidae (Sikkelwantsen). Het geslacht werd voor het eerst wetenschappelijk beschreven door Odo Reuter in 1890.

## Soorten
Het genus bevat de volgende soorten:

- Stenonabis anocellatus Kerzhner, 1963
- Stenonabis australicus Kerzhner, 1970
- Stenonabis bussyi (Poppius, 1914)
- Stenonabis carayoni Kerzhner, 1970
- Stenonabis cheesmanae Kerzhner, 1970
- Stenonabis communis Kerzhner, 1970
- Stenonabis confusulus Kerzhner, 2008
- Stenonabis darwini Kerzhner, 1970
- Stenonabis extremus Kerzhner, 1968
- Stenonabis fujianus Hsiao, 1981
- Stenonabis funebris (Distant, 1904)
- Stenonabis geniculatus (Erichson, 1842)
- Stenonabis hainanus Reo & Hsiao, 1981
- Stenonabis henriettae Strommer, 1988
- Stenonabis irianus Kerzhner, 1970
- Stenonabis jiangxiensis Ren, 2003
- Stenonabis jinxiuensis Ren, 1998
- Stenonabis leytensis Kerzhner, 1970
- Stenonabis limbatellus Kerzhner, 1970
- Stenonabis longipilis Kerzhner, 1970
- Stenonabis morningtoni Strommer, 1988
- Stenonabis nitidicollis Kerzhner, 1970
- Stenonabis obscurus Kerzhner, 1970
- Stenonabis olsufievi Kerzhner, 1963
- Stenonabis orientalis (Reuter, 1910)
- Stenonabis papuanus Kerzhner, 1970
- Stenonabis quangsiensis Hsiao, 1981
- Stenonabis robustus Kerzhner, 1970
- Stenonabis roseisignis Hsiao, 1964
- Stenonabis roseus Kerzhner, 1970
- Stenonabis tagalicus (Stål, 1860)
- Stenonabis taishunensis Ren & Bu, 2009
- Stenonabis tibialis (Distant, 1904)
- Stenonabis uhleri Miyamoto, 1964
- Stenonabis umianus Kerzhner, 1970
- Stenonabis vanstallei Kerzhner, 1990
- Stenonabis ventricosus Kerzhner, 1970
- Stenonabis villiersi Kerzhner, 1970
- Stenonabis yasumatsui Miyamoto & Lee, 1966